# Яків (Костючук)
Я́ків Костючу́к (польск. Jakub Kostiuczuk, 22 жовтня 1966 Нарев, Польща) — єпископ Православної церкви Польщі, єпископ Білостоцький і Гданський.

## Біографія
Народився 22 жовтня 1966 року в Нареві, Польща. Закінчив електротехнікум в Білостоці, працював електриком.
У 1987 році вступив до Супрасльського Благовіщенського монастиря, де 19 серпня 1987 єпископом Саввою був висвячений в сан диякона.
10 серпня 1989 року був висвячений на священника.
17 грудня 1993 року архієпископом Саввою в Супрасльському Благовіщенському монастирі був пострижений в чернецтво і наречений іменем Яків в честь св. апостола Якова, брата Господнього по плоті.
З 1995 року працював асистентом у Варшавській християнської богословської академії на кафедрі догматичного і морального богослов'я.
У 1992 році став духівником Братства православної молоді.
У 1994 році возведений у сан ігумена.
11 травня 1998 року висвячений в сан єпископа Супрасльського.
30 березня 1999 року рішенням Архієрейського Собору і декретом митрополита Савви призначений єпископом Білостоцьким і Гданським.
22 травня 1999 року в Білоцькому кафедральному соборі св. Миколи відбулася інтронізація владики Якова на Білостоцько-Гданьську кафедру.
22 листопада 2005 представляв Польську Православну Церкву на інтронізації Патріарха Єрусалимського Феофіла III.
16 червня 2008 року возведений в сан архієпископа.